# Stelis iwatsukae
Stelis iwatsukae là một loài thực vật có hoa trong họ Lan. Loài này được T.Hashim. miêu tả khoa học đầu tiên năm 1976.